# Lista portów lotniczych w Szwajcarii
Lista portów lotniczych w Szwajcarii, podzielona pod względem lokalizacji.
| Miasto                 | ICAO | IATA          | Port lotniczy                                    |
| ---------------------- | ---- | ------------- | ------------------------------------------------ |
| Cywilne porty lotnicze |      |               |                                                  |
| Ambrì                  | LSPM |               | Port lotniczy Ambrì                              |
| Bazylea                | LFSB | BSL, EAP, MLH | Port lotniczy EuroAirport Bazylea-Miluza-Fryburg |
| Berno                  | LSZB | BRN           | Port lotniczy Berno-Belp                         |
| Bex                    | LSGB |               | Port lotniczy Bex                                |
| Birr                   | LSZF |               | Port lotniczy Birr                               |
| Ecuvillens             | LSGE |               | Port lotniczy Ecuvillens                         |
| Genewa                 | LSGG | GVA           | Port lotniczy Genewa-Cointrin                    |
| Grenchen               | LSZG | ZHI           | Port lotniczy Grenchen                           |
| Interlaken             | LSMI | ZIN           | Port lotniczy Interlaken-Matten                  |
| La Chaux-de-Fonds      | LSGC |               | Port lotniczy La Chaux-de-Fonds                  |
| Lozanna                | LSGL | QLS           | Port lotniczy Lozanna-La Blecherette             |
| Locarno                | LSZL | ZJI           | Port lotniczy Locarno                            |
| Lugano                 | LSZA | LUG           | Port lotniczy Lugano                             |
| Neuchâtel              | LSGN | QNC           | Port lotniczy Neuchâtel                          |
| Saanen                 | LSGK |               | Port lotniczy Saanen                             |
| Sion                   | LSGS | SIR           | Port lotniczy Sion                               |
| St. Gallen             | LSZR | ACH           | Port lotniczy St. Gallen-Altenrhein              |
| Samedan                | LSZS | SMV           | Port lotniczy Samedan                            |
| St. Stephan            | LSTS |               | Port lotniczy St. Stephan                        |
| Zurych                 | LSZH | ZRH           | Port lotniczy Zurych-Kloten                      |
| Lotniska wojskowe      |      |               |                                                  |
| Alpnach                | LSMA |               |                                                  |
| Buochs                 | LSMU |               | Port lotniczy Buochs                             |
| Dübendorf              | LSMD |               |                                                  |
| Emmen                  | LSME |               |                                                  |
| Meiringen              | LSMM |               | Port lotniczy Meiringen                          |
| Mollis                 | LSMF |               | Port lotniczy Mollis                             |
| Payerne                | LSMP |               |                                                  |